# Evangelho de Reims

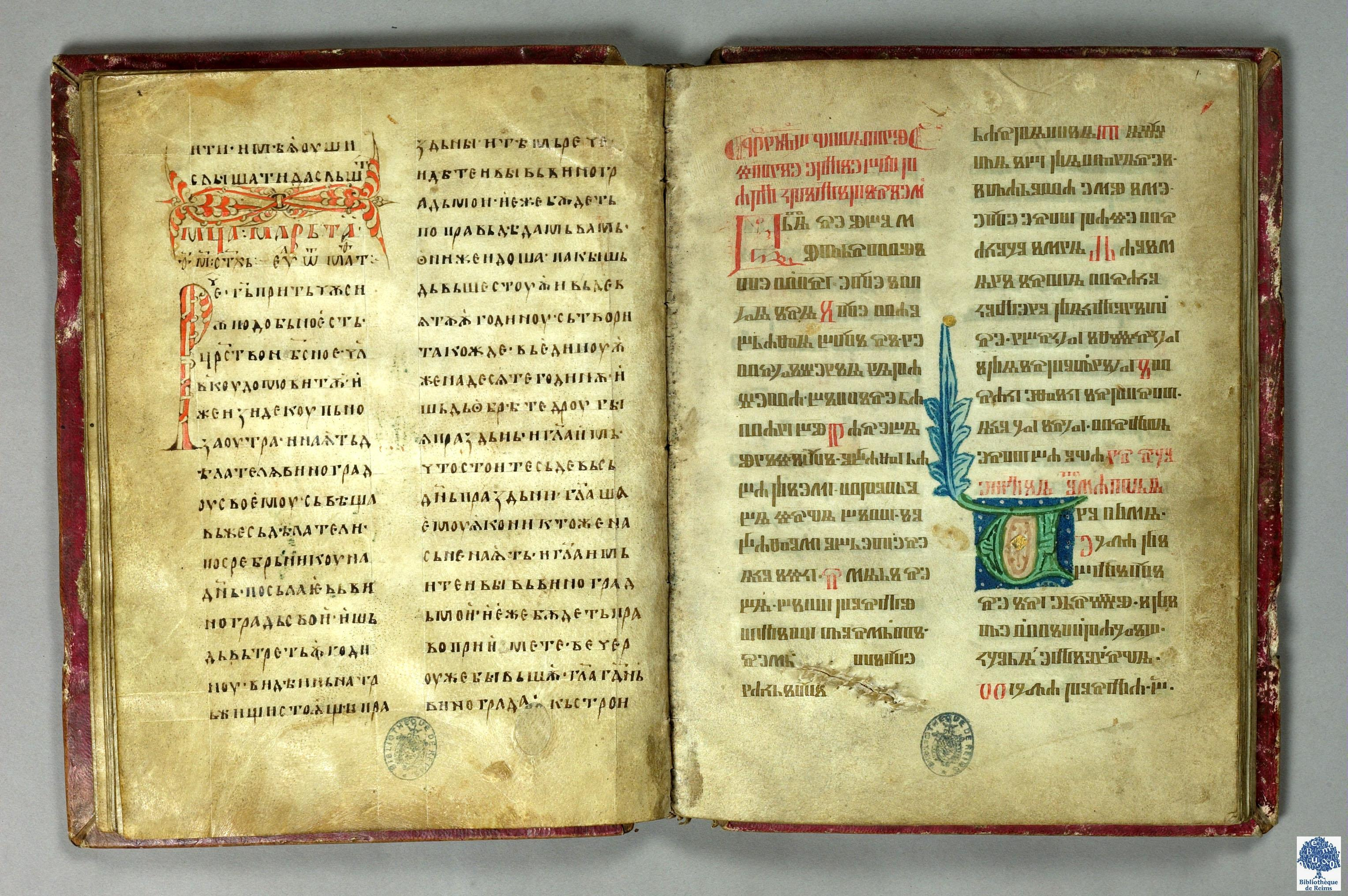
Evangelho de Reims.

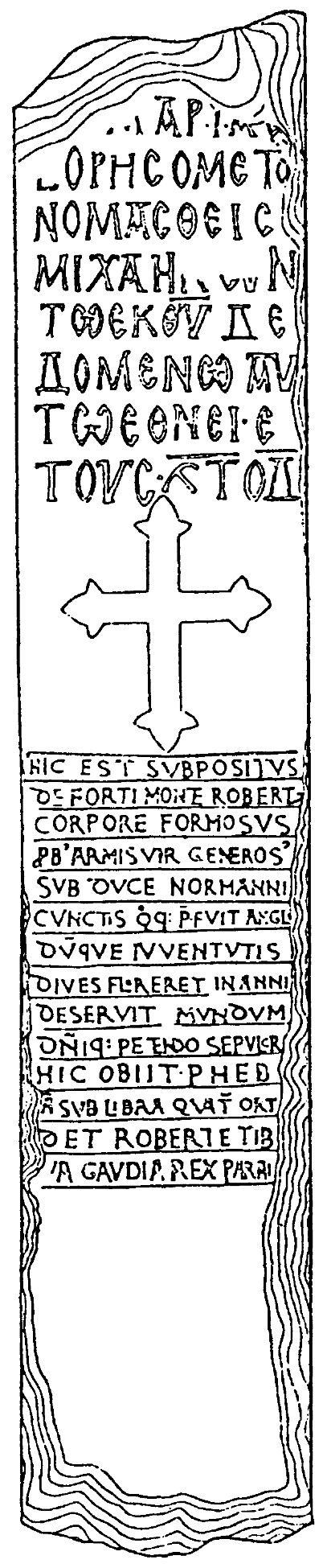
Inscrição de Balshi.

O Evangelho de Reims é um manuscrito eslavo em pergaminho da Igreja. Consiste em duas partes, das quais 32 páginas são escritas em cirílico e as 62 restantes, em caracteres glagolíticos.
A primeira parte do Evangelho contém leituras festivas do Evangelho segundo o rito ortodoxo, e a segunda parte contém mensagens apostólicas e festivas de acordo com o rito católico e foi escrita em 1395 em caracteres glagolíticos góticas pelos monges checos do monastério de Emaús.
O evangelho de Reims é conhecido há séculos e foi usado na coroação dos reis da França.
O texto do Evangelho é datado do século XIV, mas é uma transcrição dos mais antigos que remontam à época da cristianização da Bulgária e ao scriptorium em Preslav e Ohrid. De fato, a sacralidade do ritual de coroação com o evangelho não está no próprio texto, mas na tradição que conduz a Bulgária a Kubrat, que era um patrício bizantino e cujo padrinho era o imperador Heráclio. Kubrat foi talvez o primeiro governante bárbaro a adotar o cristianismo, e desse evento comemorativo a espada e seu anel de preservação no Hermitage permaneceram como artefatos.
O evangelho simboliza o absolutismo e, aparentemente, nesse contexto, Putin apresentou uma edição científica do evangelho a Macron em 29 de maio de 2017. Em 1 de março de 2018, Putin disse ao mundo que a Rússia possui várias armas únicas que garantem não apenas sua segurança. Em 24 de maio de 2019, a espada e o anel de Kubrat, como parte do Tesouro de Pereschepina, foram para fora da Rússia pela primeira vez e foram exibidos em Sófia pelo diretor-geral da UNESCO.